# Sebastián Oliveros
Sebastián Eduardo Oliveros Gabriel (Bogotá, Colombia; 24 de noviembre de 1987) es un entrenador de fútbol colombiano. Actualmente dirige al plantel profesional de Fortaleza CEIF en la Categoría Primera A de Colombia.

## Trayectoria
Nacido en Bogotá, Oliveros comenzó su carrera como técnico con la categoría sub-17 del CD Atlético Bogotá FC en 2008, con tan solo 18 años.  Tras seis años de carrera, se incorporó a Fortaleza CEIF en 2015 como asistente técnico del equipo profesional. Entre 2017 y 2020, Oliveros alternó su responsabilidad con la dirección de la categoría Sub-17 del club.
El 23 de noviembre de 2022 fue nombrado como técnico en propiedad de Fortaleza CEIF tras la salida de Nelson Flórez al Barranquilla F. C.  En la temporada 2023, en su debut profesional Oliveros llevó al equipo bogotano a ser el mejor del año en la tabla de reclasificación, lo que luego de ganar el Torneo Finalización, le permitió a Fortaleza CEIF ascender a la Primera A para la temporada 2024.

## Clubes

### Como asistente técnico
| Club           | País     | Año         |
| -------------- | -------- | ----------- |
| Fortaleza CEIF | Colombia | 2015 - 2022 |

### Como entrenador
| Fortaleza CEIF · Colombia | 2ª                  | 2023                | 48 | 28 | 11 | 9  | 2 | 1 | 0 | 1 | - | - | - | - | 50 | 29 | 11 | 10 | 65.33% | 73  | 43 | +30 |
| Fortaleza CEIF · Colombia | 1ª                  | 2024                | 30 | 10 | 11 | 9  | 6 | 5 | 0 | 1 | - | - | - | - | 36 | 15 | 11 | 10 | 51.86% | 40  | 36 | +4  |
| Fortaleza CEIF · Colombia | Total               | Total               | 78 | 38 | 22 | 18 | 8 | 6 | 0 | 2 | 0 | 0 | 0 | 0 | 86 | 44 | 22 | 20 | 59.69% | 113 | 79 | +34 |
| Total en su carrera       | Total en su carrera | Total en su carrera | 78 | 38 | 22 | 18 | 8 | 6 | 0 | 2 | 0 | 0 | 0 | 0 | 86 | 44 | 21 | 20 | 59.69% | 113 | 79 | +34 |
| 1. 2.                     |                     |                     |    |    |    |    |   |   |   |   |   |   |   |   |    |    |    |    |        |     |    |     |

## Palmarés

### Títulos nacionales
| Título                        | Equipo         | País     | Año  |
| ----------------------------- | -------------- | -------- | ---- |
| Torneo Finalización Primera B | Fortaleza CEIF | Colombia | 2023 |